# باماباما
باماباما (بالإنجليزية: Bamapama)‏ مخادع في الأساطير الاسترالية، كثيرا ما يسمى الرجل المجنون؛ لأنه يهتك العديد من المحرمات، ولاسيما تلك المتعلقة بمحارم العشيرة.